# Дети Лабиринта
Дети Лабиринта — российская хард-н-хэви рок-группа, образованная в феврале 1999 года в Москве, гитаристом и вокалистом Алексеем Хабаровым и басистом Александром Безбородовым. Изначально стиль музыки позиционировался как тяжёлый панк-рок, однако со временем стиль изменился и сами музыканты характеризуют его, как глум-рок (англ. gloom — мрак, темнота), основываясь на мрачности текстов песен и тяжести музыки. Автор всех текстов и музыки — Алексей Хабаров.

## История
Группа была создана в 1999 году, и в состав её входили гитарист и вокалист Алексей Хабаров, басист Александр Безбородов и барабанщица Вера Семьина. Основным направлением был панк-рок. В 2000 году меняется барабанщик, им становится Дмитрий Марков (ex «Веселые картинки» и «ДК»), группа играет больше хард-н-хэви. В этом же году «Дети Лабиринта» записывают на студии «Мастер» свой дебютный альбом «Амплуа Страха».
В конце 2000 года, по итогам радио голосования и писем от поклонников программы Сергея Маврина «Железный Занавес» со всей России — «Дети Лабиринта» победили в номинации «прорыв года».
В 2001 году группа принимает участие в программе «ночной VJ» на «Дарьял-ТВ». Выходит клип к песне «Великая Колдунья», записывается сингл «Грусть». В этом же году вокалистом приглашается Василий Белоусов (ex-«Окно»). Записывается альбом «Чувство № 0» в котором клавишные инструменты (как и на всех последующих) прописывает Геннадий Матвеев (действующий музыкант групп «Мастер», «Кипелов» «Сергей Маврин», «Самоцветы» и др.) Тогда же группа участвует в фестивале «Тин-Стар» в концертном зале Останкино, где побеждает с песней «Война» в двух номинациях: «лучший вокал» и «лучшая вокально-инструментальная группа». Команда награждается благодарственным письмом от президента России В. В. Путина. Алексей Хабаров побеждает в номинации «Мистер Гитара». В 2001 «Дети Лабиринта» объявляются «группой года» по результатам фестиваля.
В 2002 году, с новым барабанщиком Павлом Федоровским группа начинает записывать очередной альбом (впоследствии «Запретная Зона»). Зимой 2002 года фирма «Мороз рекордз» выпускает альбом «Чувство № 0». Группа принимает участие в эфирах радиостанций: «Юность», «ЭХО Москвы» в передаче «Хранители Снов», «Наше Радио», а также ныне уже не существующей «Радио-Рокс». Телекомпания «Сфера» (г. Жуковский) делает видеорассказ о группе.
В 2003 году с группой играет новый барабанщик Евгений Нетыкса. Роль вокалиста опять занимает Алексей Хабаров. В конце года группа заканчивается работа над альбомом «Запретная Зона».
В 2004 году группа подписывает контракты на участие в 2-х музыкальных сборниках.
На фирме грамзаписи «Никитин» выходит альбом «Запретная Зона».
Весной 2004 года группу (по причинам личного характера, не связанными с музыкой и отношениями в коллективе) покидает, её доселе бессменный, басист Александр Безбородов. Его место занимает новый музыкант, Григорий «Кореец» Сэр. Выходит в свет альбом «Игра с Судьбой» (полуакустика).
В 2005 года Алексей Хабаров, в тесном сотрудничестве с Геннадием Матвеевым, записывает и выпускает сольный альбом «Акустика ХАоС». Группа приступает к обширной концертной деятельности.
В 2006 году группа подписывает контракты с фирмой грамзаписи «Никитин» по выпуску сборника «The best of Дети Лабиринта», а также с фирмой Мороз-Records по выпуску mp3-альбома со всеми альбомами группами, включая сольник Алексея Хабарова, раритетные записи, видео, стихи, поэмы и рисунки ХАоСа. Тогда же группа снимает клип на песню «Последняя ночь» с альбома «Игра с Судьбой (полуакустика)», а также DVD «Сфера глум-рока (Антология)», куда вошли, как раритетные, так и новые видеоматериалы группы.
В этом же году группа приглашена на передачу «Брать живьем» на телеканал О2-ТВ. В 2006 Алексей Хабаров набирает новый состав, куда вошли: басист Дмитрий Трубачев и барабанщик перкуссионист Андрей Смирнов, а также вернувшийся на время записи нового альбома «На грани сумасшествия» Евгений Нетыкса.
В 2007 году на лейбле компании «CD-land» выходит альбом «На грани сумасшествия». Презентация альбома в Москве проходит с участием группы «Приключения Электроников» и Геннадия Матвеева, при поддержке телеканала О2-ТВ и концертного агентства ISZ-fest, а также в рамках программы «Брать живьем» (О2ТВ). Снимается и успешно ротируется на московских кабельных каналах и интернет телевидении России и Белоруссии клип на песню «Никто» с альбома «На грани сумасшествия». Песни группы «Дети Лабиринта» попадают в эфир радиостанций «Радио России», «Маяк».
В 2008 году кардинально меняется состав группы. Новыми участниками становятся: басист — Алексей Завитаев и барабанщик — Владимир Ларин. В этом составе группа записывает новый мощный альбом «Противостояние» и снимает клип на песню «Изгой», работая со съемочной группой «HaveFunVisuals», известной по работе с «Jane Air», «Stigmata», «Animal Jazz», «Оригами», «Bzik», «Korea» и др.
2009 год — выходит клип «Мое презрение», Internet-макси сингл «Мой крест», релиз альбома «Противостояние» (рекорд-лейблы: CD-Land, CD-Maximum.
Участие Алексея Хабарова в работе Александра Градского "Опера в двух действиях и четырёх картинах «Мастер и Маргарита» с исполнением партии Азазелло.
"Кроме самого Александра Градского, исполнившего партии Мастера, Воланда, Кота Бегемота и Иешуа, в записи оперы приняли участие: Андрей Макаревич (буфетчик Соков), Евгений Маргулис (дежурный в Торгсине, Алексей Кортнев (критик Латунский), Елена Минина (Маргарита), Михаил Серышев (Иван Бездомный, Левий Матвей),Андрей Лефлер (Понтий Пилат), и многие другие. Лидер группы «Дети Лабиринта» Алексей Хабаров, спевший за Азазелло, с увлечением рассказывал о том, как шла работа над оперой.
В разделе «Музыка» КМ.Ru говорится, что Алексея Хабарова пригласила в проект Маргарита Пушкина после записи «Margenta», где он тоже принимал участие. Случилось это после того, как Александр Градский спросил, нет ли у неё на примете какого-нибудь интересного вокалиста. Алексей сразу же согласился принять участие в этом проекте, исполнив роль Азазелло. Александр Борисович оказался доволен результатами совместного творчества.
2010 — выход артхаусного видеоклипа на песню «Пьяный танец дождя», а также сборника Алексея Хабарова — «Гранжомансы», в который вошли как его сольные акустические, так и копмпозиции с альбомов группы «Дети Лабиринта». Алексей «ХАоС» Хабаров стал одним из эндорсеров гитар Shamray Custom Shop. Специально для него инженерами мастерской была разработана уникальная гитара Shamray Custom X-DC. Участие группы в фестивале «Нашествие-2010». Совместно с Геннадием Матвеевым, была записана кавер-версия песни группы «Ария» — «Позади Америка (Вокруг света за 20 минут)» для сборника «Tribute To Ария — XXV», посвященного 25-летию этого прославленного коллектива.
2011. В феврале состоялся джем-сейшн, совместно с легендами мировой рок-музыки Крисом Слейдом (ex-AC/DC), Кери Келли (Alice Cooper) и Крисом Холмсом (W.A.S.P.), где Алексей Хабаров на правах экс-гитариста трибьют-группы Easy Dizzy, принял участие исполнив мега-хит группы AC/DC — Highway to Hell. Владимир Ларин приглашен в группу «На-На», принимает участие во всех её гастролях и съемках, совмещая работу в обоих коллективах.
В 2012 году группа решила взять творческий отпуск и заняться персональными проектами. Так, Алексей Хабаров создал новый музыкальный проект — TUNE-O-MATIC (Тюноматик) и представил дебютный макси-сингл и видеоклип «Закрыт сезон» и записал альбом группы Tune-O-Matic — «Осколки этих дней». Владимир Ларин уехал в Америку, где создал несколько своих собственных проектов.
В 2016 году Алексей Хабаров, совместно с известным московским звукорежиссёром Павлом Сладковым, проделал работу по пересведению, ремастерингу и некоторой переработке всех альбомов группы Дети Лабиринта, а также своих сольных работ (2000—2009). Официальное переиздание дискографии осуществила компания Никитин Media Group.

## Дискография
- «Амплуа Страха» (2000)
- «Чувство № 0» (Moroz-Rec, 2002)
- «Запретная Зона» (Никитин, 2004)
- «The Best Of» (Никитин, 2006)
- «На грани сумасшествия» (CD-land, 2007)
- «Противостояние» (CD-land, CD-maximum, 2009)

Сольные альбомы Алексея (ХАоС) Хабарова:
- Алексей Хабаров / Дети Лабиринта — «Игра с судьбой (полуакустика)» (2005)
- Алексей Хабаров / Геннадий Матвеев — «Акустика ХАоС» (2005)

## Видеография
- Видеоклип «Депрессивное чувство» (2000)
- Видеоклип «Великая колдунья» (2001)
- Видеоклип «Последняя ночь» (2005)
- DVD «Сфера глум-рока (Антология)» (2006)
- Видеоклип «Никто» (2007)
- DVD «На грани сумасшествия / Live in studio» (2008)
- Видеоклип «Изгой» (2009)
- Видеоклип «Мое презрение» (2009)
- Видеоклип «Пьяный танец дождя» (2009)

## Состав группы
- Алексей (ХАоС) Хабаров — гитара, вокал
- Алексей (Жерар) Завитаев — бас-гитара
- Владимир (Bear) Ларин — барабаны

## Бывшие участники и сессионные музыканты
- Александр Безбородов — бас-гитара
- Вера Семьина — барабаны
- Дмитрий Марков — барабаны
- Василий Белоусов — вокал
- Геннадий Матвеев — клавишные инструменты
- Павел Федоровский — барабаны
- Евгений Нетыкса — барабаны
- Григорий «Кореец» Сэр — бас-гитара
- Дмитрий Трубачев — бас-гитара
- Андрей Смирнов — барабаны